# まんがぱれっとLite
『まんがぱれっとLite』（まんがぱれっとライト）は、かつて発行されていた一迅社の月刊萌え4コマ漫画雑誌。キャッチフレーズは「キュートでライトな4コマ誌」。毎月2日発売（日曜日の場合は1日に繰り上げ）。定価350円。B5判、平綴じ。『まんが4コマKINGSぱれっと』の姉妹誌であった。

## 沿革
日付は発売日
- 2008年3月1日 『まんが4コマKINGSぱれっとLite』の誌名で創刊。『まんが4コマKINGSぱれっと』増刊の扱い。
- 2009年3月2日 VOL.13より誌名から「4コマKINGS」が取り除かれ、『まんがぱれっとLite』へ変更された。
- 2011年4月2日 VOL.38をもって最終号となった。主要連載は『まんが4コマぱれっと』本誌に、一部は新設されるウェブサイト『まんが4コマぱれっとonline』に移籍して継続される。

## 特徴
執筆者の一部が『まんが4コマKINGSぱれっと』（以下『まんがぱれっと』と略す）と重なっていた。雑誌のフォーマットは『まんがぱれっと』と同一で、ゲームを原作とした4コマ作品を掲載している点も『まんがぱれっと』を踏襲している。
巻末に「カラーイラストトーク」と題して、執筆陣によるフルカラーのイラストと紹介、本人のコメントを毎号掲載している（2ページ・2人分、『かんなぎ出張版』がある号は1ページ・1人分）。

## 掲載作品
50音順に記載する。
- あねけん（高野うい） VOL.1-38（VOL.16・26休載）
- いんさつ（のり） VOL.1-15
- うみねこのなく宴に Tea party of the witches（平こさか、原作・監修：竜騎士07/07th Expansion）VOL.20-38（『まんがぱれっと』に移籍）
- うみねこびより。〜六軒島へようこそ!!〜（楓月誠、監修:07th Expansion） VOL.1-13
- えこぱん（米田和佐） VOL.1-26（VOL.28に特別編）
- えむてけ（中村亮介） VOL.4・7・10-28（偶数号隔月）・38（『ぱれっとonline』に移籍）
- 乙女のしるし!（須田さぎり） VOL.3-15
- かでんつぁ（MALINO） VOL.11-15
- かでんつぁCODA（MALINO） VOL.17-29
- かみしゃーまっ!（ひびのこやし） VOL.20・26-38
- かんなぎ出張版（武梨えり） VOL.1-7（奇数号隔月）
- 机上の勇者（ハラヤヒロ） VOL.1-9
- キモかわE!（盛政樹／あみみ） VOL.13-27
- 限定彼女（内村かなめ） VOL.1-38（VOL.26休載）
- さくらリンク（河南あすか） VOL.1-28
- 30歳の保健体育 ラブフラグ編（冬凪れく、原作：三葉） VOL.32-37
- 少女えーす!（河南あすか）VOL.29から
- ちゅうに!（しんやそうきち） VOL.1-31（VOL.7・29休載）
- でらぐい（望月和臣） VOL.1-38
- デンタル漫画 はみがき子たん（凪庵） VOL.1-32
- でんぱら!（雁えりか） VOL.1-13
- ToHeart2 SD 〜せーとかいでいず〜（深山名月、原作：AQUAPLUS） VOL.5-31（VOL.29休載）
- とんでも★だきにさん（たにたけし） VOL.1-8
- 渚のハイQ部（胡せんり） VOL.1-32（VOL.23-26休載）
- ネットの海でつかまえて☆（おこさまランチ） VOL.2-13・15
- ハチポチ（日高怜） VOL.1-9（奇数号隔月）
- ひぐらしのなく恋に All you need is love（あきばるいき、原作・監修：竜騎士07/07th Expansion）VOL.30-38（『まんがぱれっと』に移籍）
- ふぃっとねす（ストロマ） VOL.22-38（『ぱれっとonline』に移籍）
- 不思議なソメラちゃん（ちょぼらうにょぽみ） VOL.6・10・12・13・15-38（VOL.13にて2話掲載、VOL.28休載、『まんが4コマぱれっと』にて2015年6月号から続編『不思議なソメラちゃん オートクチュール』連載）※2015年10月よりテレビアニメ化
- ふたりずむ（古居すぐり） VOL.23-35
- ふつう系アイドルBONちゃん（間狩修） VOL.1-13（初回のみ2話掲載、VOL.10休載）
- フリーマップ（神堂あらし） VOL.1-26
- PET WIZ（森田夏菜） VOL.1-28（VOL.4・8休載）
- まじかる☆コントラスト（鳴海ゆう） VOL.1-9（VOL.5・7休載）
- みりたり!（まもウィリアムズ） VOL.1-38（『まんがぱれっと』に移籍）
- 倭トトは神様である!（大宮祝詞） VOL.24-36
- ゆきくも（口八丁ぐりぐら） VOL.1-15・19
- ゆきの咲くにわ（たつねこ） VOL.1-37（VOL.27・VOL.33休載）
- ら〜マニア（こもわた遙華） VOL.10-38（VOL.23休載、『まんがぱれっと』に移籍）
- 吾輩はタマである（bomi） VOL.21-33（VOL.34に『特別編』）

### 読み切り
3回以上掲載された作品および他誌で連載化されたのみ・短期集中連載を含む
- アイドル＊アイドル（あさば☆ひろむ） VOL.36-38
- うっかりさんとしっかりさん（浦稀えんや） VOL.4・8・12・15
- えろげや×シスター（御木本かなみ） VOL.37-38 ※『ぱれっとonline』で連載
- くみちょーせんせい ココロちゃん（転進甘栗） VOL.16-18
- くりとる☆りとる（匿名木のぞむ） VOL.1-3
- 限界堂MUST DIE!!（ピアイ才） VOL.8・13・22
- さちるデリュージョン（北峰ラリュウ） VOL.33 ※第2回まんが4コマKINGSぱれっと大賞佳作、『ぱれっとonline』で連載
- JKワンダラー（無望菜志） VOL.7・14・18-20
- しらたき（うめ） VOL.14-17
- HEROINES 〜荒野を駆ける女子高生〜（森） VOL.7-10
- ふたみごろ（古居すぐり） VOL.4・14・15
- ぷのいちっ!（とく村長） VOL.21・24-26
- ぷりんせすあらも〜ど（しまだわかば） VOL.9-11
- まり缶ネットワーク（桜坂未来） VOL.1-3
- 吉田日記（坂口） VOL.11-13

### 表紙担当
- 鳴海ゆう VOL.1・2
- のり VOL.3・4
- 胡せんり VOL.5・10・18
- 楓月誠 VOL.6・11
- 森田夏菜 VOL.7・15
- 神堂あらし VOL.8
- まもウィリアムズ VOL.9・16・23・27・31・35・38
- 高野うい VOL.12・19・29・37
- こもわた遙華 VOL.13・24・28・34
- あみみ VOL.14
- 河南あすか VOL.17
- 平こさか VOL.20・25・30・33・36
- MALINO VOL.21
- 深山名月 VOL.22
- bomi VOL.26
- あきばるいき VOL.32